# Varoșa (cartier în Loveci)

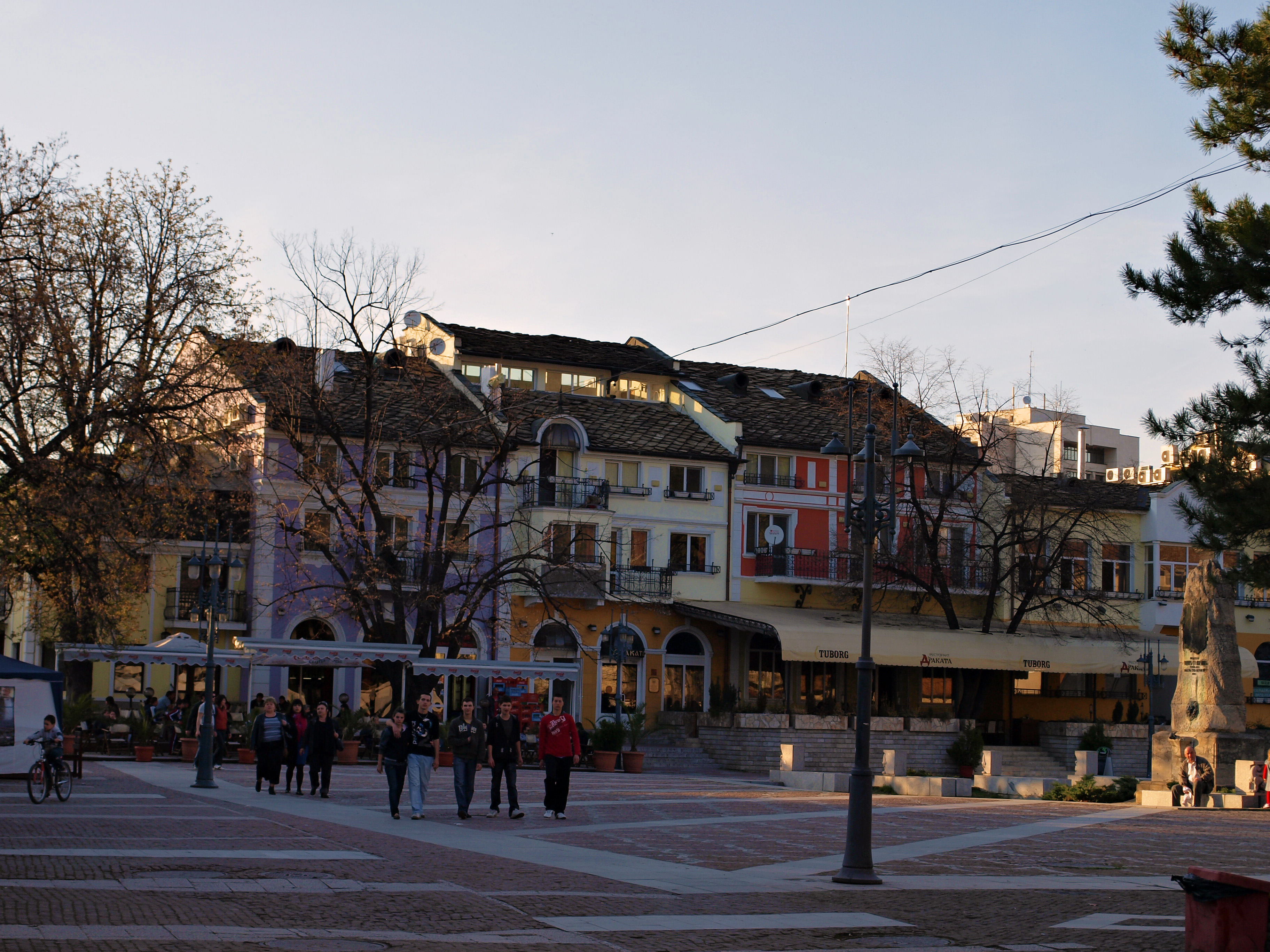
Piața „Todor Kirkov” cu monumentul lui Todor Kirkov

Varoșa (în bulgară Вароша) este un cartier istoric din Loveci, care reprezintă partea principală a Rezervației Arhitectural-Istorice „Varoșa”. 

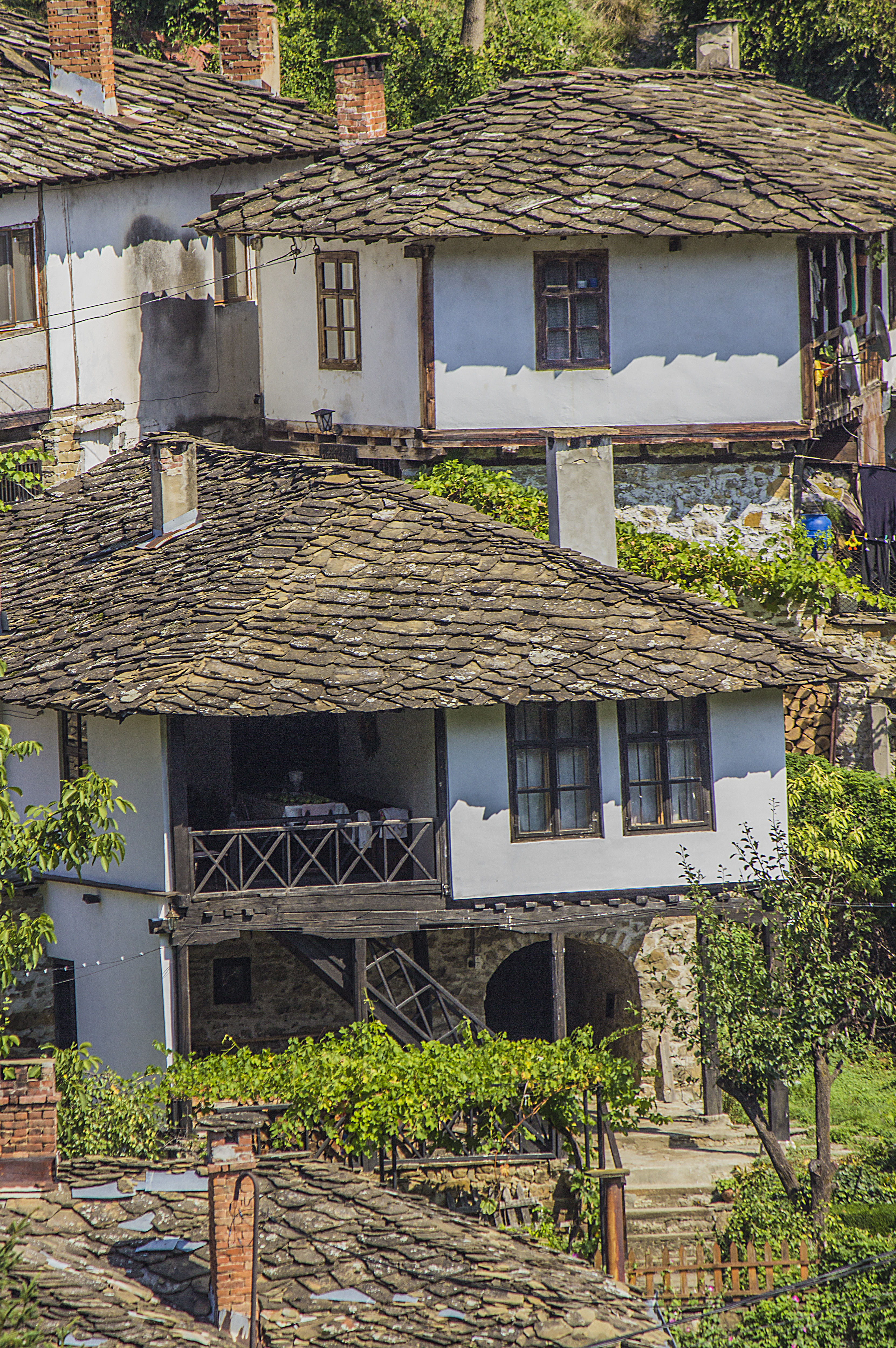
Vedere din cartierul Varoșa

## Descriere
Numele cartierului este o formă articulată a cuvântului varoș – termen învechit pentru orașul exterior (zona de lângă cetate), păstrat ca nume propriu pentru cartierele istorice din orașele bulgare.
În perioada Renașterii bulgare, la poalele dealului Hisaria cu Cetatea medievală Loveci, a fost format cartierul renașterii Varoșa. Aici locuiau meșteșugarii și comercianții din Loveci. După eliberarea de sub dominația otomană, cartierul s-a dezvoltat conform noilor cerințe ale timpului.
Aspectul unic al rezervației este definit de casa tradițională din Loveci, caracteristică epocii Renașterii. Construcția sa reflectă o utilizare ingenioasă a terenului abrupt și stâncos, cu fațada orientată, de regulă, spre curte. Parterul este construit cu un zid de piatră prevăzut cu deschideri pentru aerisire și apărare. Deasupra acestuia se află etajul de locuit, dotat cu un cerdac sau chioșc. Casa este înconjurată de un gard de piatră de până la 2 metri și are o poartă solidă de stejar. Atelierul și magazinul proprietarului sunt amplasate în afara casei, pe bazarul orașului, care se continuă natural cu Podul acoperit. Astăzi, casele de epocă sunt locuite, iar o parte dintre ele sunt utilizate în scopuri publice.
Printre obiectivele mai interesante din cartierul Varoșa se numără:
bisericile „Sfânta Nedelia” și „Adormirea Maicii Domnului”;
Muzeul de Istorie Regională,
Complexul Etnografic „Casa Drasova și Casa Rașova”,
Muzeul „Vasil Levski”,
Galeria de Artă din Loveci,
clădirea fostei școli „Iosif I al Bulgariei”,
Monumentul lui Todor Kirkov,
Vechea baie orășenească (Deli Hamam),

## Rezervația

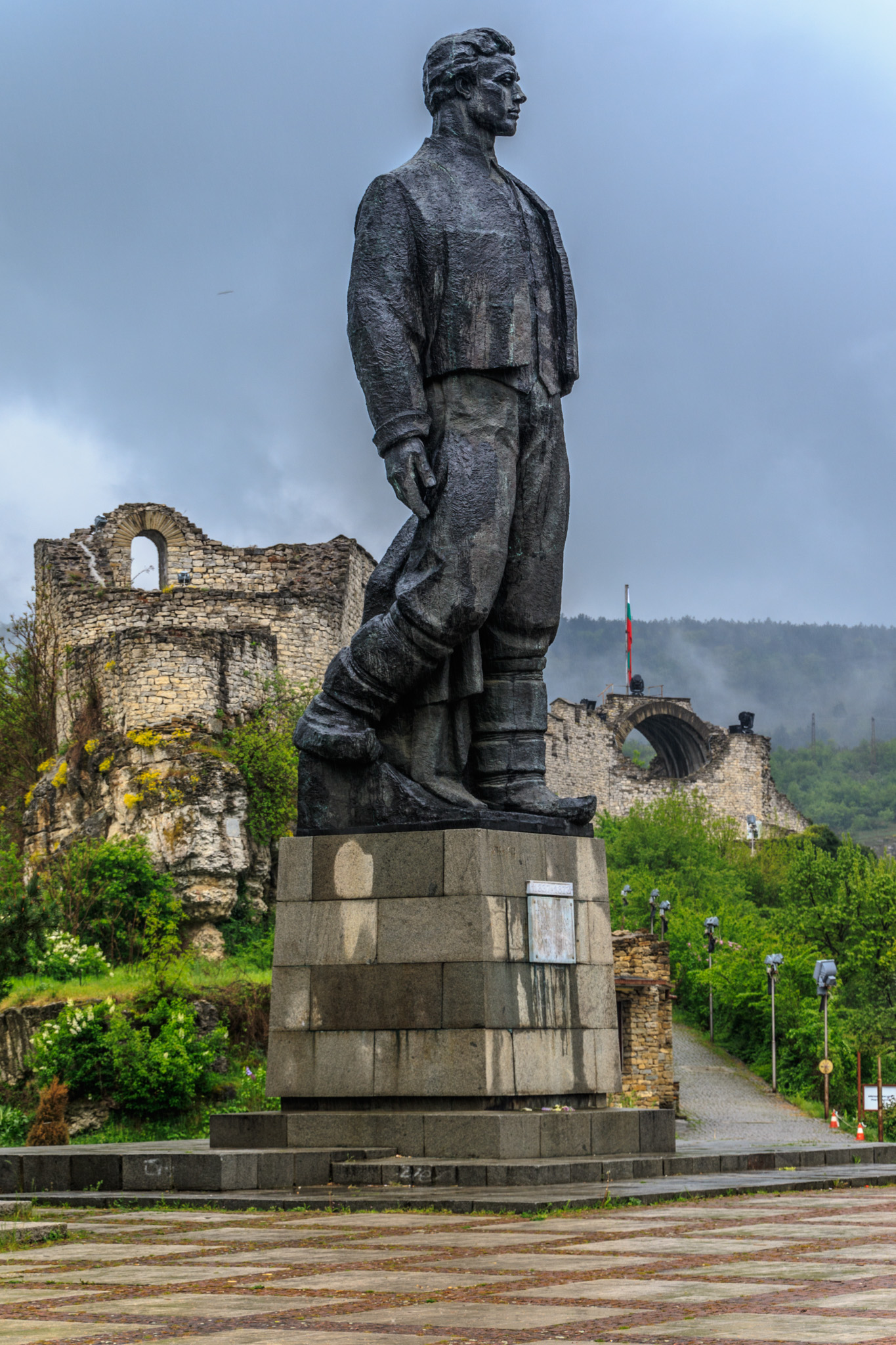
Monumentul lui Vasil Levski

În 1968, prin ordinul nr. 364, Consiliul de Miniștri al Bulgariei a declarat întreaga zonă veche a orașului Loveci de pe malul drept al râului Osăm și o parte din parcul „Strateș” drept Rezervație Arhitectural-Istorică „Varoșa”. Ulterior, a fost inclusă și o fâșie de pe malul stâng al râului, în vecinătatea unicului Pod acoperit. Comitetul pentru arhitectură și urbanism și Comitetul pentru cultură au emis o reglementare de aplicare în 1978.
În luarea acestei decizii s-au avut în vedere caracteristicile orașului: construcțiile vechi din cartier, cetatea medievală, zona de renaștere în locul orașului medieval și clădirile din secolul al XIX-lea și începutul secolului al XX-lea. S-a păstrat continuitatea urbanistică.
În perimetrul Rezervației Arhitectural-Istorice „Varoșa” sunt înregistrate peste 200 de monumente arhitecturale, istorice și culturale. Pentru întreținerea și restaurarea rezervației a fost creată „Direcția Economică a Rezervației Arhitectural-Istorice Varoșa”. Directorul său neschimbat este Stoyan Neikov. Finanțarea activității este asigurată de Consiliul de Miniștri și Municipalitatea Loveci.
În decursul a 30 de ani, s-au efectuat ample lucrări de restaurare, rezultatul fiind transformarea rezervației într-un complex unitar. Construcțiile noi respectă întocmai caracteristicile arhitecturale ale acestuia.

În cadrul RAI „Varoșa” (în afara cartierului cu același nume) se află și obiectivele:
Cetatea medievală Loveci,
clădirea fostei școli „Iosif I al Bulgariei”,
Monumentul lui Vasil Levski,
Monumentul Alb,
Monumentul Negru,
Aleea prieteniei bulgaro-ruse,
parcul „Strateș” (parțial),
Aleea Baș bunar,
Astăzi, Rezervația Arhitectural-Istorică „Varoșa” este un loc preferat de recreere și plimbare pentru locuitorii din Loveci și vizitatorii orașului..

## Galerie

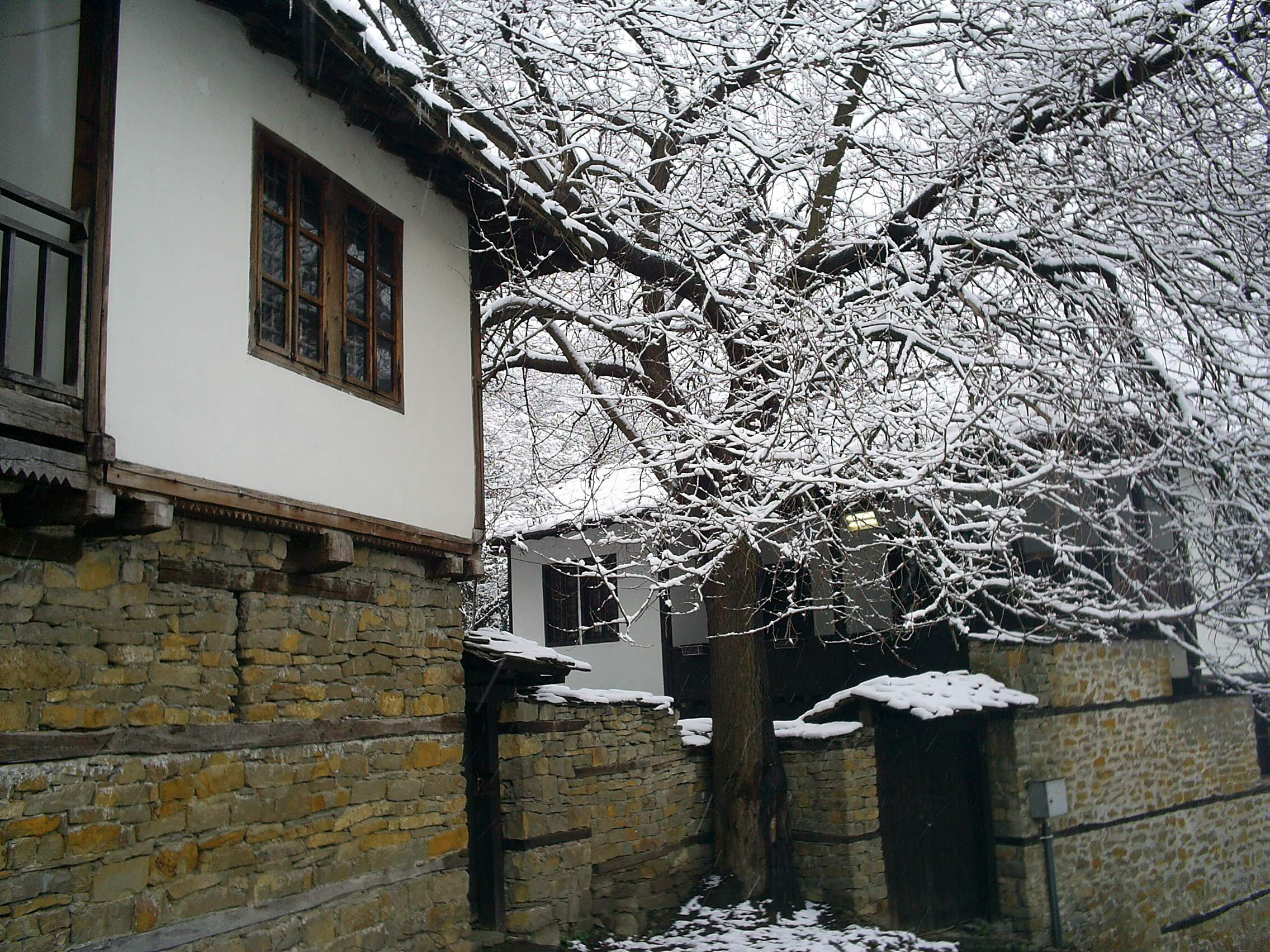
Monumentul Alb